# Герб Альменевского района
Герб муниципального образования Альменевский район Курганской области является официальным символом Альменевского района Курганской области.
Герб утверждён решением Альменевской районной Думы от 23 августа 2009 года № 44 и внесён в Государственный геральдический регистр Российской Федерации с присвоением регистрационного номера 3528. Положение о гербе и рисунок герба в многоцветном и одноцветном вариантах хранятся в общем отделе администрации Альменевского района Курганской области и доступны для ознакомления всем заинтересованным лицам.

## Описание
«В зелёном поле вверху — серебряный скачущий конь, внизу — золотой сноп».

## Символика
Конь — символ воли, честности, символ богатства у степных племён на востоке. Сноп из 12 колосьев — единство, символ 12 родов, положивших начало истории Альменевского района, 12 поселений (сельсоветов), входящих в состав района, а также символ земледелия, которое является основой богатства края. Зелёное поле — символ изобилия, исторической специфики края, преемственности с гербом Курганской области.